# Louis Codet
Louis Codet (Perpignan, 8 oktober 1876 - Le Havre, 27 december 1914) was een Frans schrijver, die sneuvelde in de Eerste Wereldoorlog.

## Biografie
Hij was een telg van een welstellende familie. Zijn vader, Jean Codet, was industrieel en politicus die het departement Haute-Vienne vertegenwoordigde in de Assemblée nationale. Toen zijn vader in 1909 senator werd volgde Louis hem op als volksvertegenwoordiger voor het arrondissement Rochechouart, maar hij werd niet herverkozen in 1910. Louis woonde meestal in Parijs, waar hij zich thuisvoelde in de artistieke kringen. Hij was mede-oprichter van twee kortlevende culturele tijdschriften, La Cité d'art en L'Art et l'Action. Hij werd een vriend van Henry Bataille. Rond 1903 schreef hij een eerste roman, die hij echter nog niet geschikt vond voor publicatie; hij zou postuum in 1926 worden uitgegeven als Louis l'Indulgent. Pas in 1907 publiceerde hij een eerste boek, La Rose du Jardin, gevolgd door La Petite Chiquette in 1908 over het kunstenaarsmilieu in Montmartre.
Nadat hij de verkiezing van 1910 had verloren kon hij zich volkomen wijden aan de kunst, zonder zich om geldzorgen te hoeven bekommeren. Tot zijn vriendenkring behoorden onder meer Guillaume Apollinaire en Marie Laurencin, de schilderes.
Toen de Eerste Wereldoorlog uitbrak vervoegde hij het Franse leger als onderluitenant in de infanterie. In de Eerste Slag om Ieper werd hij gewond en hij overleed in een ziekenhuis in Le Havre op 27 december 1914. Hij was 38 jaar oud. De krant Le Figaro vermeldde in het nummer van 10 januari 1915, als datum van zijn overlijden 5 november 1914; dat zou echter de datum zijn waarop hij gewond werd nabij Steenstrate.
In Parijs is de rue Louis-Codet in het 7e arrondissement naar hem genoemd.

## Werken
- Un apprentissage (1903, in 1926 uitgegeven als Louis l’indulgent)
- La Rose du Jardin, 1907
- La Petite Chiquette, 1908
- César Capéran, 1918
- La Fortune de Bécot, 1921
- Voyage à Majorque, 1925
- Louis l'Indulgent, 1926
- Poèmes et chansons, 1926
- Lettres à deux amis (bedoeld zijn: Eugène de Montfort en Louis Bausil), 1927

- Biblioteca Nacional de España: XX4927486
- Bibliothèque nationale de France: cb127282832 (data)
- International Standard Name Identifier: 0000 0000 0059 7784
- Library of Congress Control Number: no2011191389
- Nederlandse Thesaurus van Auteursnamen: 06792123X
- Système universitaire de documentation: 029478626
- Virtual International Authority File: 71516373
- WorldCat: E39PBJgRPj3dvTfKx8j8hHrTHC